# Понте Армелина Цона Резиденцијале (Пезаро и Урбино)
Понте Армелина Цона Резиденцијале је насеље у Италији у округу Пезаро и Урбино, региону Марке.
Према процени из 2011. у насељу је живело 511 становника. Насеље се налази на надморској висини од 133 м.